# Shepton Montague
Shepton Montague est un village du Somerset en Angleterre.

## Géographie
Situé sur la River Pitt (en) entre Wincanton, Bruton et Castle Cary, le village est connu pour son élevage laitier. Il est l'un des principaux centres de l'agriculture biologique du pays.

## Histoire
Son nom est composé de l'amalgame de Sheep Town (ville des moutons). La seconde partie du nom vient elle de la famille Drew (Drogo) de Montagu qui y a occupé un manoir de la conquête normande de l'Angleterre jusqu'en 1421. La paroisse faisait alors partie des Norton Ferris Hundred (en).
Son église Saint Peter date du XIIIe siècle. Il s'agit d'un monument historique classé. Elle a été gravement endommagée par un incendie en 1964 et a été restaurée en 1966.

## Personnalité liée à la commune
- L'entomologiste Alfred Edwin Eaton (1845-1929) y fut vicaire.